# Leumicamia
Leumicamia is een geslacht van vlinders van de familie Uilen (Noctuidae).

## Soorten
- L. graminicolens (Butler, 1878)
- L. illustris Laporte, 1977
- L. leucosoma (Felder & Rogenhofer, 1874)
- L. musakensis Laporte, 1976
- L. oreias (Fletcher D. S., 1959)
- L. palustris Laporte, 1976
- L. venusissima (Laporte, 1974)
- L. venustissima Laporte, 1974